# Arany Sas fogadó
Budapesten (illetve a korabeli Pest-Budán) több fogadót is ismertek Arany Sas néven. Az első ilyen nevű fogadót 1700 körül nyitották meg a Vízivárosban, a tulajdonosa Bösinger Ferenc Ignác budai bíró volt. A leghíresebb Arany Sas nevű fogadó azonban a mai V. kerületi Kossuth Lajos utca és a  Semmelweis utca sarkán állt, ezt 1780-ban alapították meg. Népszerű találkozóhelye volt az íróknak és művészeknek. Az 1880-as években Sas-kör néven külön asztaltársasága is alakult a várospolitika régi belvárosi vezetőinek tagságával. Ennek a kornak az emléke egy söröskupa, ami ma a Magyar Kereskedelmi és Vendéglátóipari Múzeumban található. Ez a fogadó híres volt konyhájáról és cigányzenekaráról. Az épületét 1893-ban lebontották, a helyére az Országos Kaszinó került.